# 언덕 위의 구름 (드라마)
《언덕 위의 구름》(일본어: 坂の上の雲)은 2009년 11월 29일에서 2011년 12월 25일까지 NHK에서 방송됐다.

## 개요
시바 료타로의 동명 소설이 원작이다. 3부작으로 구성되어 있고 총 13화이다. NHK가 2009년에서 3년간 중기 경영 기획으로서 제작한 대형 프로젝트인 〈프로젝트 재팬〉의 일환으로, 제1부 총 5화가 2009년 11월에서 12월까지 대하드라마와 같은 시간대인 20:00에 방송되기 시작했다. 대하드라마는 보통 1화 45분이지만, 이 작품은 1화가 90분으로 제작됐다. 제작비도 대하드라마를 웃돌며 자릿수가 달랐다.
평균 시청률은 14.5%이다.

## 제작 경위
연재 당시 시바 료타로에게 “이 작품을 영상화 해달라!”라는 요청이 쇄도했으나 “전쟁 찬양이라고 오해할 수 있다.”, “작품의 스케일을 묘사할 수 없다.”는 이유로 시바 료타로는 불허했다. 당시 NHK도 요청했으나 2주에 걸쳐 돌아온 “대답은 역시 무리다.”였다.
시바 료타로 사후, NHK가 '총력을 기울여 노력하겠다.'라는 열정과 영상 기술 발전에 따라 작품을 제대로 구현할 영상화가 가능해졌다며 1999년에 시바 료타로 기념 재단이 영상화를 허락했다. 저작권을 상속받은 부인 후쿠다 미도리에게 허락받아 2002년, 지원한 직원을 중심으로 제작팀이 결성됐다.
2003년 1월, 대하드라마와는 별도로 〈21세기 특별 대하드라마〉로서 2006년 방송을 예정한 발표됐으나 2004년 6월에 각본을 맡은 노자와 히사시가 죽고 2005년 1월에는 영상화를 추진한 에비사와 가쓰지가 NHK 관련 불상사를 이유로 사임했다. 노자와 히사시가 초안을 완성했으나 높은 제작비, 수신료 미납을 이유로 제작이 재검토된다.
각본은 제작인이 외부 자문 위원회에가 받은 감수를 토대로 완성됐고 총 18화를 1년간 방송한다는 당초 예정을 변경해, 3부작 총 13화로, 2009년 가을에서 3년간 방송한다는 예정이 2007년 1월 주요 출연진 4명인 모토키, 아베, 카가와, 칸노와 함께 발표됐으며, 당초 앞에 붙었던 〈스페셜 대하 드라마〉에서 대하가 빠진 〈스페셜 드라마〉로 변경됐다.
2007년 11월 이바라키현 쓰쿠바미라이시에서 촬영이 시작된 이후 일본 각지 뿐만 아니라 일로전쟁 무대가 된 중국과 러시아, 미국, 영국에서 3년 이상 촬영되어 2010년 9월 21일 에히메현 앞에서 촬영이 끝났다.

## 제작진
- 원작: 시바 료타로 (《언덕 위의 구름》, 《메이지라는 국가》, 《시바 료타로가 생각한 것》, 《순사》, 《잡화점 제국주의》)
- 각본: 노자와 히사시 외
- 음악: 히사이시 조
- 연주: NHK 교향악단, 도쿄 뉴 시티 오케스트라
- 각본 감수: 이케하타 슌사쿠 외
- 취재협력: 시바 료타로 기념관

### 주제가
〈Stand Alone〉
- 작사: 고야마 군도 / 작곡: 히사이시 조
- 노래: 사라 브라이트만(1부) / 모리 마키(2부) / 마이(3부)

## 줄거리
일본이 근대화하기 시작한 메이지 시대, 이요국 마쓰야마에 세 남자가 있다. 후에 참모로서 쓰시마 해전의 승리에 공헌한 아키야마 사네유키, 그 남자의 형이자 일본 기병의 아버지라 불리는 아키야마 요시후루, 하이쿠와 단카의 중흥을 이끈 마사오카 시키. 그 남자들은 단지 앞만 바라보는 메이지라는 시대의 언덕을 올라간다.

## 등장인물

### 아키야마 집안
- 아키야마 사네유키 - 모토키 마사히로
- 아키야마 요시후루 - 아베 히로시(소년기 : 소메타니 쇼타)
- 아키야마 히사타카 - 이토 시로
- 아키야마 사다 - 타케시타 케이코
- 아키야마 스에코 - 이시하라 사토미
- 아키야마 타미 - 마츠 타카코

### 마사오카 집안
- 마사오카 시키 - 카가와 테루유키
- 마사오카 리츠 - 칸노 미호
- 마사오카 야에 - 하라다 미에코
- 오오하라 칸잔 - 신지츠 이치로

### 일본 제국 해군
- 히로세 타케오 - 후지모토 타카히로
- 히로세 카츠히코 - 고호 타카토
- 토고 헤이하치로 - 와타리 테츠야
- 카토 토모사부로 - 쿠사카리 마사오

- 시마무라 하야오 - 다치 히로시
- 스즈키 칸타로 - 아카이 히데카즈
- 아리마 료키츠 - 가토 마사야

- 야마모토 곤베에 - 이시자카 코지
- 이토 스케유키 - 야마노 후비토

### 일본 제국 육군
- 노기 마레스케 - 에모토 아키라

- 코다마 겐타로 - 타카하시 히데키

- 야마가타 아리토모 - 에모리 토오루
- 카와카미 소로쿠 - 쿠니무라 준
- 나가오카 카이시 - 마토바 코지
- 아리사카 나리아키라 - 야지마 켄이치

- 오오야마 이와오 - 요네쿠라 마사카네

- 이지치 코스케 - 무라타 타케히로

- 아카시 모토지로 - 츠카모토 신야
- 상사 - 모리모토 레오
- 모리 린타로 - 에노키 다타카아키
- 엔도 신지 - 코바야시 타카시
- 야마지 모토하루

### 일본 제국 정재계

#### 일본 황실과 정부 주요 인사
- 메이지 천황 - 오노에 키쿠노스케
- 이토 히로부미 - 카토 고
- 코무라 주타로 - 타케나카 나오토
- 무츠 무네미츠 - 오오스기 렌
- 이노우에 카오루 - 오오와다 신야
- 카츠라 타로 - 아야타 토시키
- 마츠카타 마사요시 - 오오바야시 타케시

#### 관료
- 쿠보 - 이시마루 켄지로
- 쿠리노 신이치로 - 리주 고
- 카네코 켄타로 - 오가타 칸타
- 스기무라 코이치 - 쿠로다 아서
- 이주인 히코키치 - 카메야마 시노부

#### 일본은행
- 타카하시 코레키요 - 니시다 토시유키
- 후카이 에이고 - 와타나베 켄지

### 일본신문
- 쿠가 카츠난 - 사노 시로

### 마쓰야마 사람들
- 소노다 - 토쿠이 유

### 도쿄 사람들
- 나츠메 킨노스케 - 오자와 유키요시

### 러시아

#### 러시아 황실
- 니콜라이 2세
- 알렉산드라 표도로브나
- 올가 니콜라예브나 여대공
- 타티야나 니콜라예브나 여대공
- 마리야 니콜라예브나 여대공
- 아나스타시야 니콜라예브나 여대공

#### 관료
- 베조브라조프
- 비테
- 알렉세예프
- 미하일로비치
- 로젠

#### 러시아 해군
- 로제스트벤스키
- 마카로프
- 네보가토프

### 청
- 이홍장
- 원세개
- 원극정
- 정여창

### 그 외 외국

#### 영국
- 헤리
- 스미스
- 마이클

#### 미국
- 시프
- 머헨 - 줄리언 글러버

#### 독일
- 멕켈

#### 그리스
- 요르요스